# Рашид Хусеин
Рашид Хусеин Махмуд (арап. راشد حسين; 1936 – 2. фебруар 1977) био је палестински песник, говорник, новинар и преводилац на арапско-хебрејски. Рођен је у Мусмусу, Мандаторна Палестина. Прву збирку објавио је 1957. Био је први истакнути песник који се појавио на израелско-арапској сцени. Палестински песник Махмуд Дарвиш назвао га је „звездом“, који је писао о „људским стварима“ попут хлеба, глади и беса.

## Биографија

### Младост и учитељска каријера
Хусеин је рођен у муслиманској породици Фелах у Мусмусу 1936, током британске мандатне владавине у Палестини. Похађао је основну школу у Ум ал-Фахму, граду близу његовог родног села. Школовао се у Назарету, где је завршио средњу школу. Хусеин је себе описао као „лабавог муслимана“, једном је написао 1961. године: „Не клањам се и не идем у џамију и знам да се тиме не повинујем вољи Божијој... хиљаде људи попут мене су лабави у испуњавању божанских заповести, али ове непослушне хиљаде нису прећутале оно што су прећутале наше побожне судије који се моле и посте“.
Године 1955. радио је као учитељ у Назарету, каријеру коју је израелски критичар Емил Марморштајн описао као „олујну“. Предавао је сиромашним, руралним Арапима у оронулим школским учионицама без довољно уџбеника. Током своје наставничке каријере, имао је сталне борбе са ционистичким надзорницима арапског образовања у Израелу и са арапском секцијом националног синдиката наставника.

### Књижевна каријера
Године 1952. Хусеин је почео да пише поезију. Две године касније објавио је своју прву збирку поезије. Године 1957. објавио је мали том у Назарету под називом Ma'a al-Fajr ("У зору"). Године 1958. постао је књижевни уредник Ал Фајр, месечних новина синдиката Хистадрут на арапском језику и Ал Мусавар, недељних новина. У то време, ирачки-јеврејски критичар Елијаху Хазум описао је Хусеина као „најперспективнијег арапског песника у Израелу”, „јединог заинтересованог за проучавање хебрејског” који је изненадио публику јеврејских и арапских писаца тако што је „рецитовао своју прву песму писао је на хебрејском“. Те године је објавио још један том на арапском под називом Sawarikh („Пројектили“).
До 1959. године превео је бројне арапске песме на хебрејски и обрнуто, а такође је превео дела немачког песника Бертолта Брехта, турског песника Назима Хикмета, конгоанског вође Патриса Лумумбе и персијског песника Ашуба на арапски. Хусеин је такође био члан левичарске израелске политичке партије Мапам и уређивао је њен друштвени недељник Ал Мирсад. У пролеће 1961. године, Ал Мирсад је постао дневни лист, али је убрзо након избора за Кнесет у августу 1961. године враћен на претходни недељни формат. Ал Фајр и Ал Мусавар су обустављени због недостатка средстава 1962. године, али је први поново циркулисао 1964. године. У то време Хусеин је почео да преводи хебрејска дела израелског песника Хајима Нахмана Биалика на арапски.
Хусеин је сарађивао са јеврејским песником Натаном Заком као коуредник и преводилац Palms and Dates, антологије арапских народних песама. У предговору Palms and Dates, објављеном убрзо након Шестодневног рата 1967. године, приметили су разлику између носталгије прошлих „дана већег либерализма и емпатије“ са садашњим „данима мржње и насиља“. Штавише, они су изразили наду да ће антологија подстаћи дијалог између заједница и уважавање књижевности сваке културе.

### Политички активизам
Хусеин је писао да понижење, дискриминација и произвољно доношење одлука карактеришу стање Арапа у рукама израелске државе, а често је критиковао Давида Бен-Гуриона, разне израелске владе, више ешалоне бирократије и Арапе које је сматрао сарадницима власти. Истовремено је упутио апел својим „јеврејским сународницима“, посебно онима у радничким партијама да се придржавају универзалних принципа својих прогресивних покрета и да се боре против арапске неједнакости у Израелу.
Иако је велики део Хусеиновог писања био у складу са Мапамовом идеологијом и платформом, он се значајно разликовао од странке кроз своју јавну подршку египатском панарапистичком председнику Гамалу Абделу Насеру. Он је оптужио радио Глас Израела на арапском језику да је снажно пристрасан против Насера, док је позитиван према Насеровим арапским ривалима, укључујући Абд ал-Карима Касима из Ирака, Хабиба Бургибе из Туниса и саудијску краљевску породицу. Он је тврдио да док су се сви ови други противили ционизму, само је Насер доследно развијао своју земљу, борио се против империјализма и направио кораке ка арапском јединству. Као ционистичка партија, Мапам се супротставио свим горе наведеним арапским личностима. На изборима за Кнесет 1959. године, сукоб између Насера и Касима био је главно питање у израелској арапској заједници, раздвајајући Насерове арапске националистичке присталице и Касимове комунистичке симпатизере. Хусеинови чланци у Ал Фаџру у то време осуђивали су Касима и хвалили Насера, толико да се један од његових чланака појавио у египатском недељнику Акхер Са.
Хусеин је осудио морал оних у његовој генерацији који су покушавали једноставно да зараде за живот уместо да се боре за своја права. Међутим, он није кривио ову уочену покорност и бесциљност само на саму арапску омладину, већ на средину у којој су одрасли, при чему су многи преживели арапско-израелски рат 1948. и палестинско протеривање и бекство 1948. године. Према Хусеину, суседне арапске државе реаговале су на палестинско арапску несрећу сменивши своје старо руководство. Међутим, у случају Палестинаца у Израелу, старо руководство је враћено да контролише арапску заједницу у име државе.
Године 1962. Хусеин је избачен из Мапама, а његова молба да поново постане учитељ је одбијена. Године 1965. Хусеин се преселио у Париз, а две године касније постао је члан Палестинске ослободилачке организације (ПЛО) и био је стациониран у њеној канцеларији у Њујорку, где је радио као хебрејско-арапски преводилац. Четири године касније преселио се у Дамаск, где је суоснивао ал-Ард, такође познат као Палестински истраживачки центар. Године 1973. радио је као емитер у програму Сиријског радиодифузног сервиса на хебрејском језику. Касније, 1970-их, вратио се у Њујорк да би служио као дописник ПЛО-а при Уједињеним нацијама.

## Смрт и наслеђе
2. фебруара 1977. Хусеин је погинуо у пожару у свом стану у Њујорку. 8. фебруара је сахрањен у Мусмусу, где је његова гробница од тада служила као палестински националистички симбол. Многа Хусеинова дела су објављена у свесци коју је уредио Камел Балута под називом The World of Rashid Hussein: A Palestinian Poet in Exile (Детроит, 1979). У Шефа-Амру 1980. године објављена је комеморативна књига Хусеинових песама и других књижевних дела, укључујући Qasa'id Filastiniyya. Друга арапска збирка његових песама, Palestinian Poems, објављена је 1982. године. У песми из 1986. Махмуд Дарвиш, који је срео Хусеина у Каиру, обележио је његову смрт као изненадни губитак харизматичне личности која је могла да ојача палестински народ, пишући:

Дошао нам је влат вина
И отишао, крај молитве
Бацао је песме
У ресторану Кристо,
И цео Акре би устао из сна
Да хода по мору

— Махмуд Дарвиш, On Fifth Avenue he greeted me (1986)
Палестински певач и музиколог Рим Келани је 2006. године у песму Чежња углазбио једну од Рашидових песама. Песма је објављена на њеном албуму Sprinting Gazelle – Palestinian Songs from the Motherland and the Diaspora. Према Келанију, наслов Хусеинове песме дословно се преводи као Мисли и одјеци, али она је „изабрала енглески наслов да одражава моју сопствену чежњу, а вероватно и Хусеинову, за слободом од нашег личног и колективног осећаја опсаде.“  
Небо је плакало кишом, дајући утеху изгорелом човеку;  
То га је учинило страственијим.
Може ли неко ко се дави на пучини тражити руку помоћи с неба?
Да ли жели да му киша смрзну тело и да му додатно појача муке?
Не! питам небо. Заустави своје сузе!
Овај човек сломљеног срца је на крају својих веза...

Овај човек сломљеног срца је на крају своје везе.

## Поезија и утицаји
На Хусеинову поезију утицали су арапски скептик ал-Мари из 11. века и либански амерички песник Елија Абу Мади из раног 20. века. Марморштајн је написао:
Избор ова два ментора је јасно релевантан за искуство оних палестинских муслимана који су се из статуса већине смањили у статус мањине. Јер скептицизам и песимизам Абул-Ала ал-Марија одражавају доба друштвеног пропадања и политичке анархије у исламу, док Елија Абу Мади који је емигрирао 1911. године у САД представља способност арапске књижевности да преживи и да се обогати неарапским окружењем.
Његова ранија дела била су строге, класичне арапске варијанте, али постепено је Хусеин увео више слободе у своју употребу класичних метара и његова поезија је постала сатиричнија. У својој прози, Хусеин је користио традиционални хумор немачких Јевреја и сиријских Арапа из османског доба као увод у своје реторичке описе арапске патње у Израелу.